# Vilém Balarin
Vilém Balarin, křtěný Wilhelm (11. března 1894, Zábřeh u Hlučína, Německé císařství – 1. října 1978, Hlučín, Československo) byl malíř. Maloval oleje, akvarely a kvaše. Byl členem opavské skupiny X.

## Život
Vilém Balarin se narodil v Zábřehu u Hlučína v rodině sedláka Johanna Balarina a jeho ženy Hedwigi rodem Heferekové. Jako malý hoch prodělal obrnu, která mu později omezila výběr povolání. Po maturitě na ratibořském gymnáziu navštěvoval od roku 1912 Akademii výtvarných umění ve Vratislavi. Po studiích působil v letech 1917-1939 na gymnáziu v Lešně (dnes Polsko) jako profesor umělecké výchovy a zde si také založil rodinu. V letech 1924-1929 se vypravil na studijní cesty do Berlína, kde studoval moderní malířské proudy. Během 2. světové války studoval soukromě výtvarné umění ve Vídni. Pilně tvořil a také cestoval a poznával. Svá díla vystavoval v Lešně, Ratiboři i jinde. 
Po skončení druhé světové války se i se svou rodinou vrátil do rodného kraje. Jeho umělecký záběr byl poměrně široký. Vedle portrétů, zátiší, krajinomalby to byly např. obrazy se zvířaty, především s koňmi, které ho už jako venkovského chlapce nejvíce přitahovaly. Pracoval také s hudebními a náboženskými tématy. Měl rád hudbu a patřil k pravidelným návštěvníkům koncertů v Hlučíně.
Vilém Balarin zemřel 1. října roku 1978 v Hlučíně.